# 下岸水库
下岸水库位于中国浙江省台州市仙居县溪港乡，是以防洪、灌溉为主，兼有发电、养殖等功能的大（二）型水库。